# Ronny Rockstroh

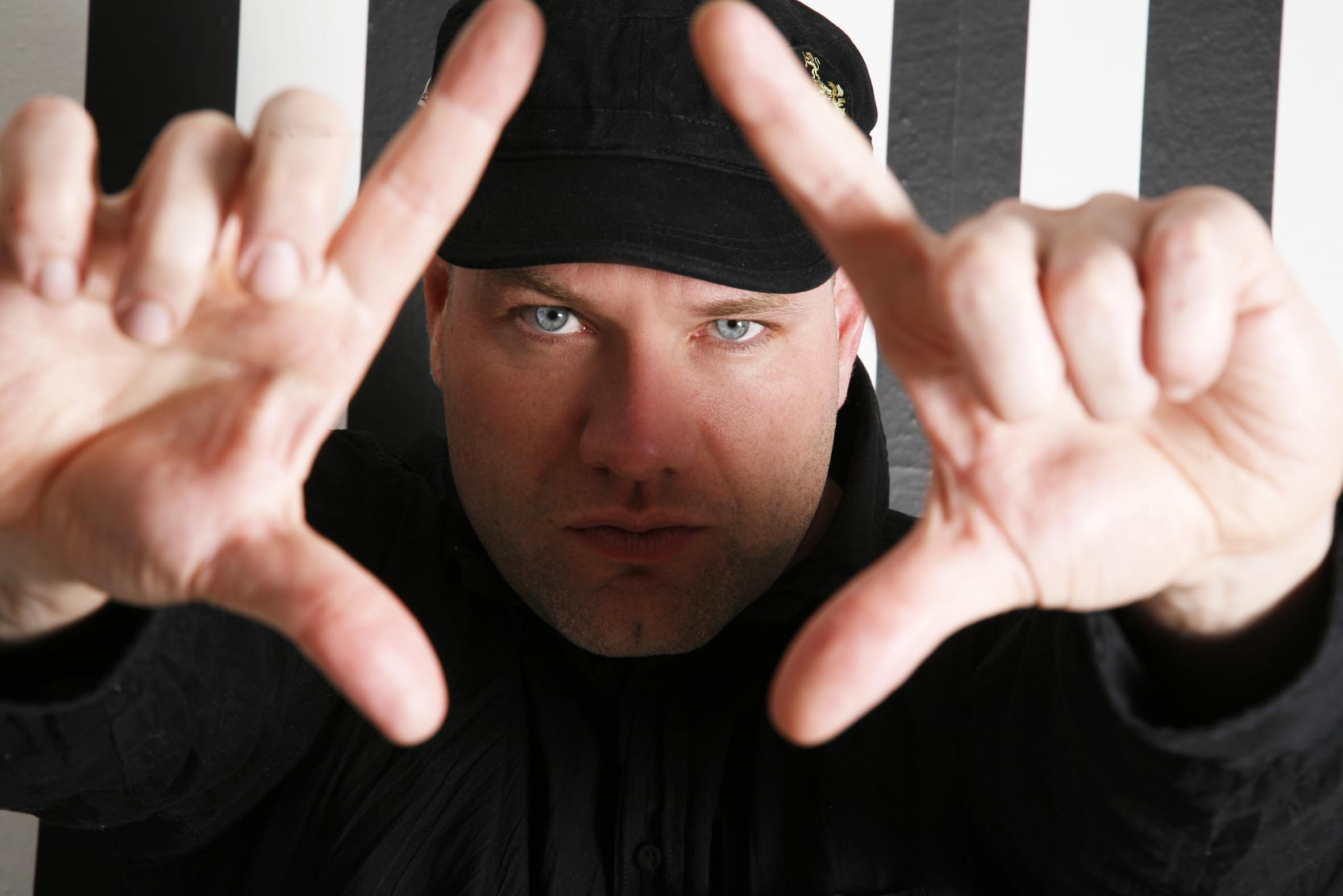
Ronny Rockstroh

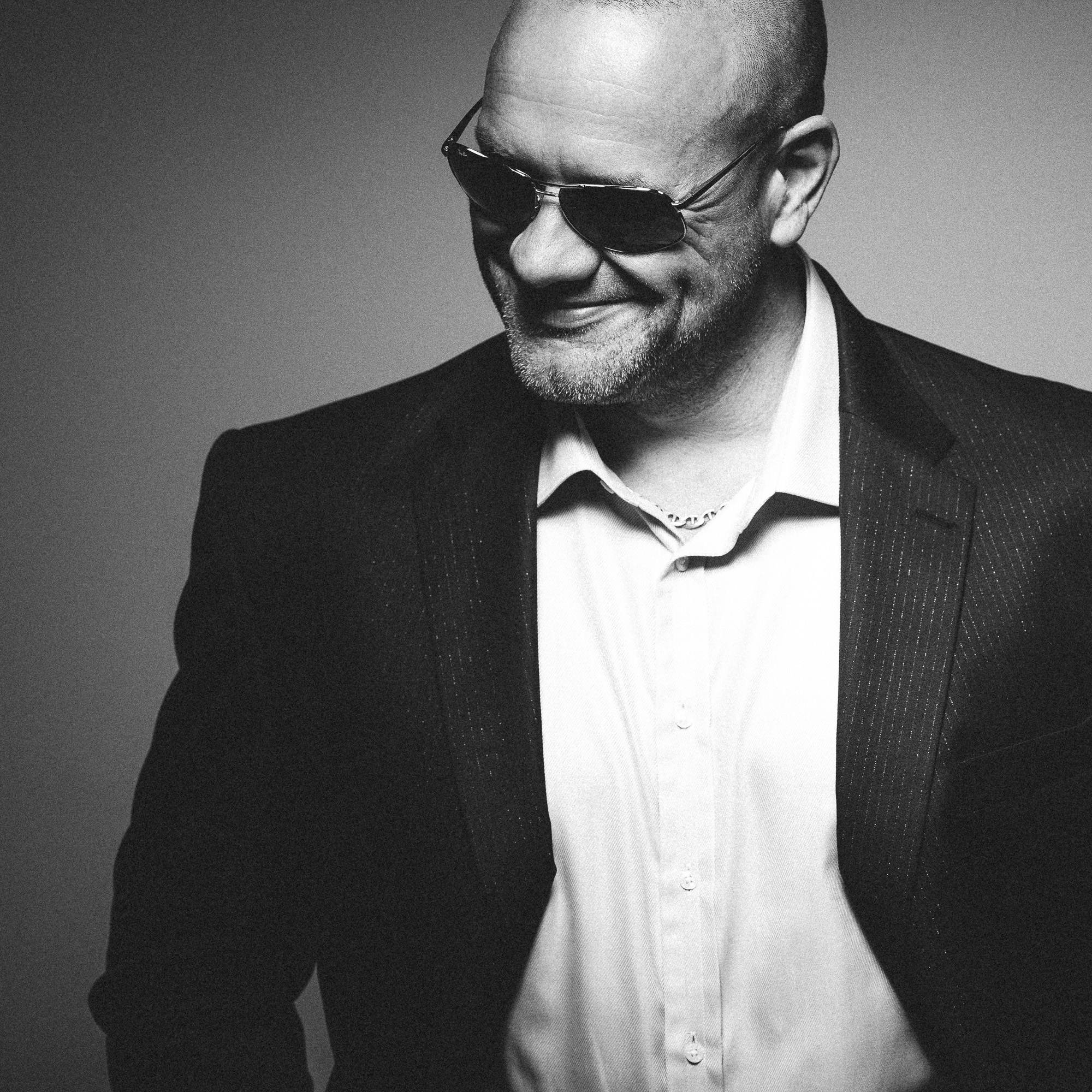
Ronny Rockstroh, 2015

Ronny Rockstroh (* 13. November 1973 in Leipzig) ist ein Deutscher House-DJ und Musikproduzent.

## Karriere
Ab 1994 wurde Ronny Rockstroh in Leipzig einem breiteren Publikum als DJ bekannt. Seine ersten Projektnamen waren Klubstars und X-tasy, unter denen er in den späten 1990er-Jahren auch erste Singles veröffentlichte. Nach einer Phase zu Beginn der 2000er-Jahre, in der er sich auf sein Studium konzentrierte, hatte er im Jahre 2007 erste Erfolge unter dem Namen Groovestylerz. Mit seinem Remix von We Are Family von Sister Sledge hatte er einen internationalen Clubhit, der in Finnland bis auf Platz 3 der Single-Charts kam. Weitere Hits wie To the Moon mit Stefano Prada und Where Is the Love konnten sich in den Dance-Charts platzieren.
Als Remixer arbeitete er für internationale Künstler wie Daft Punk, Tocadisco, die Global Deejays und Ich+Ich. Sein Studiokollege Sebastian Köppen aka E-Moog unterstützte ihn bei diversen Musikkreationen. 2009 gelang ihm mit der Single Licht, die er unter dem Namen Rockstroh veröffentlichte, ein Nummer-zwei-Hit in den deutschen Dance-Charts und der Sprung in die deutschen Singlecharts. 2010 gelang ihm mit Tanzen ein zweites Mal der Einstieg in die deutschen Charts. Sängerin war die Leipzigerin Jasmin Graf. 2011 veröffentlichte er die Single Wolke 7, die die Top 10 der Dance-Charts erreichte.
2012 gewann Rockstroh den German DJ Award 2012. in der Kategorie Bester DJ. Im selben Jahr erschien das Album Herzpirat., welches sich in den iTunes-Charts platzierte. 2013 erschien die Single Frei sein, die eine Top-5-Position in den Dance-Charts erreichte. Mit Fliegen veröffentlichte Rockstroh 2013 eine weitere Single, welche Position 1 in den Dance-Charts erreichte. 2014 folgten Licht 2k14 und Ozean. 2017 erreichte die gemeinsame Single von Rockstroh und Kerstin Ott (auf dem Album Kerstin Ott – Herzbewohner) den Gold Award.

## Diskografie (Auswahl)

### Singles
- 2006: We Are Family (als Groovestylerz)
- 2007: Prove your Love (als Groovestylerz)
- 2007: Ghetto Prophet (Rockstroh and Moog)
- 2008: To the Moon (Stefano Prada & Rockstroh)
- 2008: Where is the Love
- 2009: Save my Soul (Stefano Prada & Rockstroh)
- 2009: Pink Eyedsize (Rockstroh & Murano)
- 2009: Licht
- 2010: Wait in Vain (Stefano Prada & Rockstroh)
- 2010: Tanzen
- 2011: Wolke 7
- 2011: Kaugummi
- 2012: Phänomenal
- 2013: Frei sein
- 2013: Fliegen
- 2014: Licht 2K14
- 2014: Ozean
- 2015: An einem Tag
- 2015: Sommersprossen
- 2016: Karussell
- 2016: Weil ich das Leben mag (feat. Tonberg)
- 2016: Freier Vogel (Kerstin Ott feat. Rockstroh, Album Herzbewohner)
- 2017: Schmerz (feat. Tonberg)
- 2017: Kind sein
- 2018: Vermissen
- 2018: Sommerzeit
- 2019: Kind dieser Stadt
- 2019: Tanzen 2019
- 2019: Schmetterlinge (Rockstroh und Sean Finn)
- 2020: Das schönste der Welt
- 2021: Ich gehör Dir nicht
- 2022: Birth to the Sun
- 2022: Licht 2K22
- 2023: Haltlos (Rockstroh & Iris Mareike Steen)
- 2023: Hey, wir woll’n die Eisbärn seh’n (Rockstroh & Dieter Birr)
- 2024: Tanzen 2024
- 2024: Don’t go Breaking My Heart (Scotty & Rockstroh)
- 2024: Come Back and Stay

### Alben
- 1997: Housemeister (als Klubstars)
- 2009: Extreme Clubbing (in Zusammenarbeit mit Stefano Prada)
- 2011: Herzpirat
- 2015: Herzpirat – Gold Edition
- 2015: Best of Rockstroh
- 2019: Best of Rockstroh Vol. 2

### Remixes
- 2005: Darokka (Tacodisco) – Groove is in the Heart
- 2005: Conway – A walk in the Park
- 2006: Andrew Spencer – I'm always here
- 2006: Global Deejays – Stars on 45
- 2006: Silverstar – Love Shack
- 2006: Arnold Palmer – Cold Days
- 2006: Boogie Pimps – The Music in Me
- 2006: Lazard – Living on Video
- 2006: Commander Tom – I can’t sleep
- 2006: Limelight – Dreamer
- 2006: Cut’n Paste – The Son of a Preacherman
- 2006: Sha – Vergiss mich
- 2006: Lazard – Your Heart keeps Burning
- 2007: Ich + Ich – Vom selben Stern
- 2007: Neodisco – Preacher Man
- 2007: Whiteside feat. Sigi Di Collini – Do what you want
- 2007: Echopark – Suicide Commando
- 2008: Stefano Prada & Mario Held – My Star
- 2008: Marc van Der – In the Club
- 2008: Studio 12 – Pussyrocker
- 2009: Lattos & Riema – Feelings
- 2010: Booca Inc – Where is the Love
- 2010: Michael Mind Project – Feel your Body
- 2010: Lena Meyer-Landrut – Satellite
- 2010: Lou Bega – Sweet like Cola
- 2010: Miss Angelina – Nummer zu klein
- 2010: Steve Murano – Get away
- 2010: Denzell & Robinson – Since you been gone
- 2011: Francisca Urio – It’s a Womans World
- 2012: Marco Petralia & DJ Monique vs Gastone – Shake it
- 2012: Sean Finn – Show me love
- 2014: Marco Petralia & Rubin Feat. Ilan Green – Coming Home
- 2014: Michael Fischer – Hollywood
- 2015: Fitch N Stilo – Wenn ich ankomm
- 2016: Andrew Spencer & Housefly – Dance with me
- 2016: Loona – Badam
- 2016: Nature Life – Am Tag als Conny Kramer starb
- 2017: Beatrice Egli – Federleicht
- 2017: Kerstin Ott – Herzbewohner
- 2018: Helene Fischer – Flieger
- 2019: Ben Zucker – Mein Berlin
- 2021: Bianca Hauert – Daneben benehmen

## Filmografie (Auswahl)
Fernsehfilme
- 1995: Nikolaikirche
- 2000: Tatort – Einsatz in Leipzig
- 2003: Tatort – Rotkäppchen

## Awards
- 2012: German DJ Award: 1. Platz (Kategorie: Bester DJ)[6]